# Ballus sellatus
Ballus sellatus är en spindelart som beskrevs av Simon 1900. Ballus sellatus ingår i släktet Ballus och familjen hoppspindlar. Inga underarter finns listade.